# Pākdeh
Pākdeh (persiska: Pāk Deh, پاکده) är en ort i Iran.   Den ligger i provinsen Gilan, i den nordvästra delen av landet, 180 km nordväst om huvudstaden Teheran. Pākdeh ligger 1 173 meter över havet och antalet invånare är 612.
Terrängen runt Pākdeh är kuperad åt sydost, men åt nordväst är den bergig. Terrängen runt Pākdeh sluttar söderut. Runt Pākdeh är det ganska glesbefolkat, med 45 invånare per kvadratkilometer. Närmaste större samhälle är Jīrandeh, 3,5 km nordost om Pākdeh. Trakten runt Pākdeh består i huvudsak av gräsmarker.